# József Váradi
József Janos Váradi (Debrecen, 21 settembre 1965) è un manager ungherese, dal 2003 amministratore delegato di Wizz Air.

## Biografia
Váradi si è laureato in Economia presso l' Università Corvinus di Budapest nel 1989. Ha completato un Master of Laws presso l' Università di Londra nel 2014.
Váradi ha lavorato per Procter & Gamble per dieci anni, dal 1991 al 2001, in qualità di direttore vendite per l'Europa centrale e orientale. Ha poi lavorato come CEO di Malév Hungarian Airlines dal 2001 al 2003, prima di co-fondare Wizz Air e di diventarne amministratore delegato nel 2003.
| Controllo di autorità | VIAF (EN) 14150565738506252895 |